# Chantefleurs et Chantefables
 (janvier 2025).
La mise en forme du texte ne suit pas les recommandations de Wikipédia : il faut le « wikifier ».
Les points d'amélioration suivants sont les cas les plus fréquents. Le détail des points à revoir est peut-être précisé sur la page de discussion.
- Les titres sont pré-formatés par le logiciel. Ils ne sont ni en capitales, ni en gras.
- Le texte ne doit pas être écrit en capitales (les noms de famille non plus), ni en gras, ni en italique, ni en « petit »…
- Le gras n'est utilisé que pour surligner le titre de l'article dans l'introduction, une seule fois.
- L'italique est rarement utilisé : mots en langue étrangère, titres d'œuvres, noms de bateaux, etc.
- Les citations ne sont pas en italique mais en corps de texte normal. Elles sont entourées par des guillemets français : « et ».
- Les listes à puces sont à éviter, des paragraphes rédigés étant largement préférés. Les tableaux sont à réserver à la présentation de données structurées (résultats, etc.).
- Les appels de note de bas de page (petits chiffres en exposant, introduits par l'outil «  Source ») sont à placer entre la fin de phrase et le point final[comme ça].
- Les liens internes (vers d'autres articles de Wikipédia) sont à choisir avec parcimonie. Créez des liens vers des articles approfondissant le sujet. Les termes génériques sans rapport avec le sujet sont à éviter, ainsi que les répétitions de liens vers un même terme.
- Les liens externes sont à placer uniquement dans une section « Liens externes », à la fin de l'article. Ces liens sont à choisir avec parcimonie suivant les règles définies. Si un lien sert de source à l'article, son insertion dans le texte est à faire par les notes de bas de page.
- La présentation des références doit suivre les conventions bibliographiques. Il est recommandé d'utiliser les modèles {{Ouvrage}}, {{Chapitre}}, {{Article}}, {{Lien web}} et/ou {{Bibliographie}}. Le mode d'édition visuel peut mettre en forme automatiquement les références.
- Insérer une infobox (cadre d'informations à droite) n'est pas obligatoire pour parachever la mise en page.

Pour une aide détaillée, merci de consulter Aide:Wikification.
Si vous pensez que ces points ont été résolus, vous pouvez retirer ce bandeau et améliorer la mise en forme d'un autre article.
Chantefleurs et Chantefables est un cycle de chansons pour soprano et orchestre sur les poèmes de Robert Desnos Chantefables et chantefleurs, mis en musique par le compositeur polonais Witold Lutosławski.

## Présentation
L'œuvre est composée de 1989 à 1991 et jouée pour la première fois aux Proms par la soprano Solveig Kringlebotn (en) et l'Orchestre symphonique de la BBC sous la direction du compositeur le 8 août 1991. La pièce est la deuxième composition de Lutosławski sur la poésie de Robert Desnos, après Les Espaces du sommeil de 1975,. L'œuvre est dédiée à Paul Sacher et nécessite environ 19 à 20 minutes selon les enregistrements.

Le compositeur lui-même présente ainsi la partition : 

« Le titre de ma récente œuvre Chantefleurs et Chantefables semble intraduisible car Robert Desnos a inventé ces mots pour donner un titre à son dernier livre. Ce livre contient quatre-vingt petites pièces de poésie parlant de fleurs, d'animaux, d'oiseaux et d'insectes. La poésie est destinée aux enfants ; je ne peux pas en dire de même de la musique de mon cycle orchestré pour soprano et orchestre. J'ai mis en musique neuf textes tirés du livre de Desnos. Le fait que le livre s'adresse aux petits est quand même reflété d'une certaine façon dans la musique que j'ai écrite. »

## Composition

### Structure
Chantefleurs et Chantefables a une durée d'environ 16 minutes et se compose de neuf mouvements :  
1. La Belle-de-Nuit[1]:1351,[6]
2. La Sauterelle:1330,[7]
3. La Véronique:1345,[8]
4. L'Églantine, l'aubépine et la glycine:1349,[9]
5. La Tortue:1336,[10]
6. La Rose:1350,[11]
7. L'Alligator:1332,[12]
8. L'Angélique:1343,[13]
9. Le Papillon:1327,[14]

### Instrumentation
L'œuvre est notée pour soprano solo et un petit orchestre composé de flûte, hautbois, clarinette ( clarinette contrebasse et clarinette mi bémol ), basson ( contrebasson doublant), trompette, cor, trombone, percussions, timbales, harpe, piano (doublé) celesta ) et cordes.

## Accueil
Chantefleurs et Chantefables est salué par la critique musicale. Andrew Clements du Guardian décrit la composition comme « une série de minuscules décors épigrammatiques habitant un monde surréaliste enfantin, que Lutosławski illumine avec une merveilleuse précision ». Keith Potter de BBC Music Magazine compare la pièce à la Chaîne 1 de Lutosławski, observant qu'ils sont « si exquis qu'ils frisent le précieux ». Le compositeur Russell Platt la considère comme « l'une des œuvres les plus gracieuses et les plus touchantes des dernières années de Lutosławski ».

## Discographie
- Solveig Kringlebotn, soprano ; Sinfonia Varsovia, dir. Witold Lutosławski (1991, Édition du centenaire Polskie Nagrania PNCD 0009)
- Dawn Upshaw, soprano ; Orchestre philharmonique de Los Angeles, dir. Esa-Pekka Salonen (novembre 1994, Sony) (OCLC 1058025695)
- Vladine Anderson, soprano ; BBC National Orchestra of Wales, dir. Tadaaki Otaka (juillet 1995, BIS) (OCLC 936933820)
- Solveig Kringelborn, soprano ; Orchestre de chambre norvégien, dir. Daniel Harding (octobre 1996, Virgin Classics) (OCLC 1038480711)
- Olga Pasiecznik, soprano ; Orchestre national de la radio polonaise, dir. Antoni Wit (1999, Naxos) (OCLC 855219281)
- Lucy Crowe, soprano ; Orchestre symphonique de la BBC, dir. Edward Gardner (mars 2011, Chandos) (OCLC 748342196)

### Arrangement avec piano d'Eugeniusz Knapik
- Agata Zubel, soprano et Joonas Ahonen, piano (2015, Accord ACD 216-2)